# Regla 50+1
La regla 50+1 (en alemán: 50+1 Regel) es un término informal utilizado para referirse a una cláusula de la Liga Profesional de Fútbol de Alemania, según la cual todos los equipos de la Bundesliga deben ceder la mayoría de los derechos de voto en manos del club y de sus socios. La norma, en vigor desde 1998, fue diseñada para que los clubes se mantuvieran bajo control de los aficionados en vez de depender de una sola persona física o jurídica.

## Historia
Antes de que se aplicara esta norma, todos los equipos de fútbol de Alemania eran clubes de socios y no se permitía la inversión externa bajo ninguna circunstancia. Sin embargo, los problemas financieros de varias entidades llevaron a que la Federación Alemana de Fútbol aprobase en 1998 la conversión de los equipos en sociedades limitadas deportivas.
Con el fin de evitar que un solo inversor pudiera ostentar todo el poder, así como garantizar la protección de los socios, el club profesional debe ser propietario de al menos el 50% más una acción de los derechos de voto de la sociedad. No obstante, está permitido que la mayoría del capital pertenezca a inversores privados. Todos los equipos que participan en la Bundesliga (máxima categoría) y en la 2. Bundesliga (segunda división) deben acogerse a esta regla.
Existe una excepción a la norma si un propietario ha financiado al club como patrocinador principal durante un periodo mínimo de veinte años. Esta excepción se aplica al Bayer 04 Leverkusen (fundado y controlado por Bayer) y al VfL Wolfsburgo (patrocinado por Volkswagen). En 2015 el TSG 1899 Hoffenheim, vinculado a la empresa SAP, se acogió también a la norma para que Dietmar Hopp pudiera asumir la mayoría accionarial.
La mayoría de los clubes alemanes profesionales tienen capital privado. El Borussia Dortmund sigue un modelo diferente porque cotiza en bolsa para no depender de inversores externos. Los únicos equipos controlados al 100% por los socios son el Schalke 04, Mainz 05, Fortuna Düsseldorf, SC Friburgo y Unión Berlin.

## Controversia
La efectividad de la regla ha sido puesta en cuestión después de que el RasenBallsport Leipzig, fundado y auspiciado por la empresa Red Bull, obtuviese una licencia en la Bundesliga al alegar que era un club de socios. El equipo hizo cambios en 2016 para adaptarse a la norma, pero en la práctica todos los socios con derecho a voto están relacionados con Red Bull.
Del mismo modo, se ha criticado que el TSG 1899 Hoffenheim haya podido acogerse a la normativa porque nunca había superado las ligas regionales hasta la llegada de Dietmar Hopp, fundador de la empresa informática SAP, quien ha invertido más de 150 millones de euros en auparlo a la élite nacional. El propietario del equipo ha promovido la abolición de esta norma y mantiene acuerdos estratégicos a través de SAP con la Federación Alemana, lo que ha llevado a las aficiones rivales a protestar contra su influencia. Se han interrumpido varios encuentros de la Bundesliga por pancartas, insultos y cánticos contra el dirigente, e incluso los aficionados del Borussia Dortmund tienen prohibida la entrada al Rhein-Neckar-Arena por protestas anteriores.
En 2017 el entonces presidente del Hannover 96, Martin Kind, presentó una solicitud para acogerse a la excepción de la regla, pues llevaba invirtiendo en el club desde 1997. No obstante, los aficionados protestaron y la Liga Profesional rechazó su petición, al considerar que no representaba un patrocinio principal y podía perjudicar a la protección de los socios. Kind terminó dimitiendo en 2019.